# Lidija Nikolaevna Figner
Lidija Nikolaevna Figner, in russo Лидия Николаевна Фигнер? (Nikiforovo, 3 dicembre 1853 – Lugan', 9 marzo 1920), è stata una rivoluzionaria russa.
Aderente al movimento populista, fu una delle sorelle minori della nota Vera Figner.

## Biografia
Nacque nella famiglia del nobile Nikolaj Figner (1817-1870), capitano delle Guardie forestali, poi funzionario nel Ministero dei Beni statali e infine giudice di pace, e di Еkaterina Christoforovna Kuprijanova (1832-1903). Entrambi grandi proprietari terrieri, ebbero 6 figli: Vera (1852-1942), Lidija, Pëtr (1855-1916), Nikolaj (1857-1918), Evgenija (1858-1931) e Ol'ga (1862-1919).
Dal 1864 Lidija studiò a Kazan' nell'Istituto per ragazze nobili Rodionov e si diplomò nel 1871, anno in cui seguì anche un corso di anatomia nell'Università di Kazan'. Nel 1872 si trasferì con la sorella Vera in Svizzera per studiare medicina nell'Università di Zurigo, entrando entrambe a far parte del circolo «Fričej», un gruppo di opposizione politica al regime zarista che comprendeva, tra le altre, Sof'ja Bardina, Ol'ga Ljubatovič, Varvara Aleksandrova e le sorelle Evgenija, Marija e Nadežda Subbotina.
Dopo un breve periodo trascorso a Parigi, nel gennaio del 1874 tornò in Russia, frequentando nell'Accademia medica di San Pietroburgo un corso di ostetricia. In aprile si trasferì a Mosca per organizzarvi con Marija Subbotina, Sof'ja Bardina e Varvara Aleksandrova un circolo di propaganda populista. Fu così che nel febbraio del 1875 nacque l'Organizzazione socialrivoluzionaria panrussa. Le ragazze vivevano in comunità, lavoravano in fabbrica e avvicinavano così gli operai per propagandare il socialismo diffondendo opuscoli e libri proibiti.

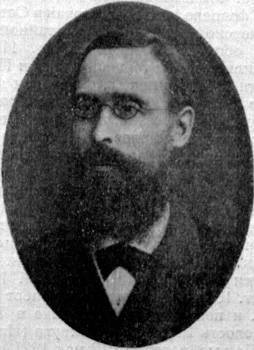
Sergej Stachevič

Nell'aprile del 1875 Lidija e Varvara Aleksandrova sfuggirono all'arresto rifugiandosi a Ivanovo, dove continuarono la medesima attività illegale. Il 19 agosto furono arrestate e trasferite a Mosca, poi a Pietroburgo, e detenute nella fortezza Pietro e Paolo fino al 27 febbraio 1877, quando vennero rinchiuse nella Casa di detenzione preventiva in attesa del processo.
La sentenza, emessa il 26 marzo 1877, condannò 47 dei 50 imputati. Lidija Figner fu condannata a cinque anni di lavori forzati in fabbrica ma, a seguito del ricorso presentato al Senato - solo i nobili godevano di tale diritto - il 19 maggio i lavori forzati furono commutati nell'esilio in Siberia. Lidija fu confinata a Urik, poi a Irkutsk, dove nel 1878 sposò un altro confinato, Sergej Stachevič (1843-1918).
Nel 1879 ottennero di essere trasferiti a Kirensk, ma la scoperta di corrispondenza illegale con il maestro del villaggio, Georgij Kapotov, li fece rimandare a Urik. Il 28 febbraio 1882 furono arrestati e detenuti nella prigione di Irkutsk, perché accusati di essere in rapporti con elementi di Narodnaja Volja. Il 17 ottobre 1883 Lidija e Sergej Stachevič furono confinati nel villaggio di Novojaminsk, nella provincia di Irkutsk.
Finalmente, il 19 giugno 1892 furono liberati e Lidija tornò nella casa di famiglia di Nikiforovo. Nel 1893 si trasferì a Riga e nel marzo del 1900 a Pietroburgo, dove lavorò fino al 1915 per la rivista «Russkoe bogatstvo». Dopo aver vissuto a Nižnij Novgorod, a Kazan' e a Mosca con la sorella Vera, nel 1918 si trasferì a Lugan' con la figlia Vera, impegnata come medico a combattere un'epidemia di tifo. La figlia morì di tifo il 26 dicembre 1919: due giorni dopo Lidija fu colpita da paralisi e morì di un ictus il 9 marzo 1920.
L'altra figlia Tat'jana (1890-1942), laureata in storia e filologia, lavorò nel Museo della Rivoluzione di Leningrado e poi insegnò latino al Primo Istituto medico. Morì di stenti durante l'assedio tedesco di Leningrado.